# Коляда Тетяна Іванівна
Коляда Тетяна Іванівна (нар. 13 січня 1953, м. Харків)  — український вчений у галузі імунології та фізіології, доктор медичних наук (1991), професор (2014), завідувачка лабораторії клінічної імунології та алергології Інституту мікробіології та імунології імені І. І. Мечникова НАМН України (з 1992)

## Біографія
Коляда Тетяна Іванівна народилася 13 січня 1953 у м. Харкові.
Закінчила у 1976 році Томський медичний інститут. Потім продовжувала там працювати до 1988 року.
З 1992 року є завідувачкою лабораторії клінічної імунології та алергології Інституту мікробіології та імунології імені І. І. Мечникова НАМН України та завідувачка Міського клінічного імунологічного центру.

## Наукова діяльність
Основним напрямком наукової роботи Коляди Т.І є вивчення впливу імунологічних механізмів.
Наукові праці
1.  Влияние механического и местного радиационного повреждения на гематологические и иммунологические показатели в эксперименте / Звягинцева Т.В., Коляда Т.И. // Эксперіментальна та клінічна медицина. - №4. – 2000, – С. 11–13.
2. Закон параллельной эволюции хозяина и паразита по Н.И. Вавилову и его роль в современную эпоху / Васильев Н.В., Коляда Т.И. // Материалы конференции, - Снежинск: из-во РФЯЦ-ВНИИТФ, - 2001, - С. 157-178.
3. Порівняльна характеристика реакцій неспецифічної резистентності на механічне та місцеве радіаційне пошкодження / Звягінцева Т.В., Коляда Т.И. // Одеський медичний журнал. - №1. – Одеса, 2002, – С. 17–19.
4. Становление лимфомиелоидного комплекса новорожденных крыс подвергшихся облучению в доимплантационный период эмбриогенеза / Романова Е.А., Коляда Т.И., Игумнова Н.И., Сидоренко Т.А. // «Таврический медико-биологический вестник». Т.7, №1. 2004, - С. 118–122.
5. Особенности иммунного статуса у ликвидаторов на ЧАЭС, болеющих хроническим фарингитом, в отдаленном периоде / Журавлев А.С., Шушляпина Н.О., Коляда Т.И.  //Журнал ушних, носових і горлових хвороб. - №3, – 2006, - С.39-43.
6. Клініко-імунологічні аспекти тяжкості перебігу захворювання на інфекційний мононуклеоз із особливостями імунної відповіді / Коляда Т.І., Козько В.М., Меркулова Н.Ф.  // Інфекційні хвороби. - №1, – 2007, - С.51-56.
7. Некоторые особенности иммунного ответа под влиянием различных доз ионизирующего облучения у животных и человека / Коляда Т.И., Брусник С.В., Андреева И.Д., Нестеренко А.М., Щербак О.Н., Михайличенко М.С. // Анали Мечниковського Інституту, - №3, – 2007, – С. 17-22. 
8. Рівень деяких цитокінів у хворих на гострий герметичний менінгоенцефаліт / Козько В.М., Коляда Т.І., Сохань А.В., Краснов М.І. // Сучасні інфекції, - № 3, - 2001, - С. 36-41
9.  Clinical and immunological aspects of infectious mono-nucleosis / Kolyada T.I., Andreieva I.D., Shcherbak O.N., Brusnik S.V., Nesterenko A.M., Kolyada O.N. // Annals of Mechnicov Institute. - №2, – 2008, – P. 22-27.  
10.  Диференційована імунокорекція при інфекційному мононуклеозі / Коляда Т.І., Козько В.М., Меркулова Н.Ф., Андреева І.Д., Брусник С.В., Щербак О.Н. // Інфекційні хвороби. - №4, - 2008, - С.26-30. 
11.  Состояние местного иммунитета при хроническом гипертрофическом фарингите и гастроэзофагеальной рефлюксной болезни / Журавлев А. С., Калашник Ю.М., Коляда Т.И. // Журнал вушних, носових і горлових хвороб. - №5, – 2009, - C. 32-36.
12.  Immunological features of the model of radiation-induced anti-infectious resistance defect / Kolyada T.I., Brusnik S.V., Sklyar N.I., Michailichenko M.S., Kolyada O.N. // Annals of Mechnikov Institute. - № 2, -  2009, – P. 24-28.
13.        Фагоцитарна активність нейтрофілів периферійної крові та макрофагів бронхоальвеолярного лаважу при пневмонії різної етіології в експерименті / Коляда Т.І., Бруснік С.В., Михайличенко М.С., Нестеренко А.М., Коляда О.М. // Анали Мечниковського Інституту. - №2, – 2010, – C. 15-22.
14.  Оцінка рівня деяких цитокинів при пневмонії різноманітної етіології в експерименті / Коляда Т.І., Бруснік С.В., Михайличенко М.С., Нестеренко А.М., Коляда О.М.  // Анали Мечніковського Інституту. - №3, - 2010, – C. 67-71.  
15.  Зміни показників рівню секреторного імуноглобуліну А у хворих на запальні процеси ВДШ різної нозології / Михайленко Х.В., Коляда Т.І., Вдовіченко Н.І., Нестеренко А.М., Шушляпіна Н.О. // Вісник проблем біології і медицини. - Випуск 1, том 2 (99), – 2013, - С.137-139.
16.   Методы верификации основного этиологического фактора экзогенных аллергических альвеолитов в г. Комсомольске / Похил С.И., Коляда О.Н., Тупотилов А.В., Дмитриева Е.А., Коляда Т.И.  // Вісник проблем біології і медицини. - Випуск 3, том 2 (103), – 2013, - С.257-2621. 
17. В.А. Роль моноцитарной фракции мононуклеаров периферической крови в регуляции цитотоксического потенциала лимфоцитов при герпетической инфекции / Коляда Т.И., Макаревич В.А.// Курский научно-практический вестник «Человек и его здоровье». 2015.  № 4. С.47-50.
18.  Disease-associated HLA-DR polymorphism, clinical and immunological characteristics of multiple sclerosis patients in the northeastern region of Ukraine / Kolyada T.І., Negreba T.V., Tupotilov O.V., Bilozorov O.P., Zelenska A.D., Kolyada O.M., Shvydka O.V., Belyavtseva O.I. //Annals of Mechnikov Institute. 2017. №4. P.21–25. URL: http://doi.org/10.5281/zenodo.1133767 (accessed 4 January 2018).
19. Цитокіногенез при TLR-опосередкованій активації моноцитів периферичної крові у хворих з розсіяним склерозом / Тупотілов О. В., Коляда Т. І. // Вісник проблем біології і медицини. 2018.  Вип.3 (145). С. 181-187.
20. Динаміка показників імунного статусу у пацієнтів з рецидивно-ремітуючим розсіяним склерозом до та після лікування препаратом «Бетфер-1а» / Вдовіченко Н.І., Коляда Т. І., Тупотілов О. В., Білозоров О. П., Негреба Т. В. // Аннали Мечниковського інституту. 2019. № 3. С. 30-34. 
21.  TLR-mediated activation of peripheral blood monocyte phagocytosis in patients with multiple sclerosis / Skliar A. I., Koliada O. M., Vdovichenko N. I., Koliada T. I. //  Патологія. 2020. Т. 17, № 2(49). С. 228-233
6.  Functional and metabolic characteristics of peripheral blood mononuclear phagocytes in patients with different clinical courses of multiple sclerosis / Koliada O. M., Vdovichenko N. I., Kolyada T. I., Bilozorov O. P. // Regulatory Mechanisms in Biosystems, (2020), 11(4), 494–500. doi:10.15421/022075
1. Коляда Т.И. Иммунный гомеостаз в экстремальных природных условиях (под ред.  М.М. Миррахимова, Н.В. Васильева, М.И. Китаева) (глава 1, 2 и 5). Фрунзе. Изд-во «Илим». 1985. 273 с.
2. Васильев Н.В., Захаров Ю.М., Коляда Т.И. Система крови и неспецифическая резистентность в экстремальных климатических условиях.  «Наука»,  Новосибирск, 1992,   256с.
3. Васильев Н.В., Волянский Ю.Л., Адо В.А., Коляда Т.И., Мальцев В.И. Аллергия и экология (научно-познавательный очерк). Изд-во «Основа» при ХГУ. Харьков, 1994, 257с.
4. Коляда Т.И., Волянский Ю.Л., Васильев Н.В., Мальцев В.И. Адаптационный синдром и иммунитет. Изд-во «Основа» при ХГУ.  Харьков, 1995, 340с. 
5. Головко В.А., Волянский Ю.Л., Шахбазов В.Г., Васильев Н.В., Кириченко И.Л., Коляда Т.И., Злобин Л.З. Проблемы неспецифической устойчивости тутового шелкопряда (физиологические, генетические, иммунологические и микробиологические аспекты). 1996. Харьков. РИП. «Оригинал», 237с.
6. Васильев Н.В., Мальцев В.И., Коваленко В.Н., Шубик В.М., Москаленко В.Ф., Волянский Ю.Л., Коляда Т.И., Пономаренко В.М., Парамонов З.М. Медико-социальные последствия ядерных катастроф (Семипалатинск – Алтай, Южный Урал, полигон «Северный – Новая Земля», Чернобыль) «Здоров'я», Киев, 1999, 296с.       
7. Васильев Н.В., Чердынцева Н.В., Коляда Т.И. Иммунная система при повышенном онкологическом риске и злокачественном росте. Изд-во ТГУ, Томск, 2005, 308с.
8. Коляда Т.И., Васильев Н.В., Чердынцева Н.В., Цыганенко Н.В., Павленко Н.В., Кучма И.Ю., Дубинина Н.В., Волянский А.Ю., Кратенко И.С. Иммунологические аспекты необластомогенеза (наследственные предиспозиции, онтогенез, стресс). Фолио, Харьков, 2006, 206с.
1. Деклараційний патент на винахід № 68503А UA / Спосіб прогнозування перебігу пострадіаційних ушкоджень шкіри в експерименті / Звягінцева Т.В., Коляда Т.І., Желнін Є.В., Романова О.А., Сидоренко Т.А., Ігумнова Н.І.; заявник та патентовласник Харківський державний медичний університет, ДУ «Інститут мікробіології та імунологіі ім.І.І.Мечникова АМН України» - № u2003054831; заяв. 27.05.2003; опубл. 16.08.2004. - Бюл. № 8
2. Деклараційний патент на винахід № 76549С2 UA / Спосіб отримання моделі радіаційно-індукованого імунодефіциту / Коляда Т.І., Сидоренко Т.А., Ігумнова Н.І., Романова О.А., Божко М.Г., Лучків В.І., Волков Т.О; заявник та патентовласник Коляда Т.І., Сидоренко Т.А., Ігумнова Н.І., Романова О.А., Божко М.Г., Лучків В.І., Волков Т.О., ДУ «Інститут мікробіології та імунологіі ім.І.І.Мечникова АМН України» -№ u20040605131; заяв. 29.06.2004; опубл. 15.08.2006. - Бюл. № 8
3. Деклараційний патент на корисну модель №  31022U UA / Спосіб лікування інфекційного мононуклеозу / Коляда Т.І.  Крестецька С.Л., Козько В.М., Меркулова Н.Ф., Непорада Н.В., Кучма І.Ю., Волянський А.Ю., Коляда О.М., Щербак О.М., Єгошина В.О; заявник та патентовласник  ДУ «Інститут мікробіології та імунологіі ім.І.І.Мечникова АМН України», Коляда Т.І. Крестецька С.Л., Козько В.М., Меркулова Н.Ф., Непорада Н.В., Кучма І.Ю., Волянський А.Ю., Коляда О.М., Щербак О.М., Єгошина В.О. - № u20040605131; заяв. 24.10.2007; опубл. 25.03.2008 - Бюл. № 6
4. Деклараційний патент на корисну модель №  41472U UA / Спосіб отримання моделі радіаційно-індукованого дефекту антиінфекційної резистентності» / Коляда Т.І., Брусник С.В., Крестецька С.Л., Коляда О.М., Єгошина В.О., Михайличенко М.С., Волянський А.Ю., Кучма І.Ю., Волков А.О., Шатіло Ю.В.; заявник та патентовласник ДУ «Інститут мікробіології та імунологіі ім.І.І.Мечникова АМН України»,  - № u200814367; заяв.15.12.2008; опубл. 25.05.2009, - Бюл.№ 10. 
5. Деклараційний патент на корисну модель № 57622 UA / Спосіб прогнозування ефективності емпіричної антибіотикотерапії інфекційно-запальних захворювань нижніх дихальних шляхів / Коляда Тетяна Іванівна; Бруснік Світлана Василівна; Коляда Олег Миколайович; Крестецька Світлана Леонідівна; Нестеренко Анастасія Марківна; Михайличенко Марина Сергіївна; Кучма Ірина Юріївна; Волянський Андрій Юрійович; Мартиросян Ірина Олександрівна; Лахман Сергій Михайлович; Божко Марина Геннадіївна; патентовласник  ДУ "Інститут мікробіології та імунології ім. І.І. Мечникова Національної академії медичних наук України", - № u201008745; заяв. 13.07.2010; публ. 10.03.2011 - Бюл. № 5
6. Деклараційний патент на корисну модель №  76250 UA / Спосіб отримання моделі генералізованого кандидозу / Коляда О.М., Коляда Т.І., Скляр Н.І..Клименко О. М.; патентовласник Коляда О.М., Коляда Т.І., Скляр Н.І..Клименко О. М., - № u201207779; заяв. 25.06.2012; опубл. 25.12.2012, - Бюл.№ 24 
7. Деклараційний патент на корисну модель №  85492 UA / Спосіб лікування хронічного гіперпластичного тонзиліту / Коляда Т. І., Нестеренко А. М., Коляда О. М., Аттіков В. Є., Шушляпіна Н. О., Тупотілов А. В., Вдовіченко Н. І.; патентовласник  ДУ "Інститут мікробіології та імунології ім. І.І. Мечникова Національної академії медичних наук України" - № u201305236; заяв.  23.04.2013; опубл. 25.11.2013. - Бюл. № 22.
8. Патент № 113284 (UA); МПК (2006.01) A61K 39/02. Спосіб лікування хворих на хронічний тонзиліт у поєднанні з атопічним дерматитом / Коляда Т. І., Молєва В. І., Тупотілов О. В., Зеленська А. Д., Бойко А. А., Коляда О. М. ; ДУ«ІМІ НАМН» . – З. № 201606655 ; заявл. 17.06.2016 ; опубл. 25.01.2017, Бюл. № 2
9. Патент № 113498 (UA); МПК (2006.01) G01N 33/53, A61K 39/02. Спосіб вибору тактики лікування хворих на хронічний тонзиліт у сполученні з атопічним дерматитом / Коляда Т. І., Тупотілов О. В., Зеленська А. Д., Бойко А. А., Коляда О. М. ; ДУ«ІМІ НАМН» . – З. № 201608731 ; заявл. 11.08.2016 ; опубл. 25.01.2017, Бюл. № 2. 
10. Патент № 137001 (UA); МПК (2006.01) G01N 33/48. Спосіб оцінки терапевтичної ефективності препаратів IFN-β при рецидивно-ремітуючому розсіяному склерозі / Коляда Т. І., Тупотілов О. В., Вдовіченко Н. І., Крестецька С. Л. ; ДУ«ІМІ НАМН».- З. № 201902644 ; заявл. 18.03.2019 ; опубл. 25.09.2019, Бюл. № 18
11. Патент № 136750 (UA); МПК (2018.01) C12Q 1/68, МПК (2006.01) G01N 33/49. Спосіб визначення підвищеного ризику розвитку розсіяного склерозу за результатами генетичного дослідження / Вдовіченко Н.І., Коляда Т. І., Тупотілов О. В., Білозоров О. П., Негреба Т. В.; ДУ«ІМІ НАМН».- З. № 201903458 ; заявл. 05.04.2019 ; опубл. 27.08.2019, Бюл. № 16